# محمد صالح إبراهيم
محمد صالح إبراهيم (مواليد سبتمبر 1958) إندونيسي يعمل القائم بأعمال زعيم جماعة أنصار التوحيد منذ عام 2014. أقسم على الولاء لأبو بكر البغدادي زعيم تنظيم الدولة الإسلامية.

## التاريخ
ولد إبراهيم في ديماك بإندونيسيا في سبتمبر 1958.

## جماعة أنصار التوحيد
وفقًا لوزارة الخزانة الأمريكية شارك محمد صالح إبراهيم في تدريب جماعة أنصار التوحيد هو تنظيم شبه العسكري وذلك في عام 2008، وشارك في تسجيل مجندين جدد في الجماعة في عام 2010. في منتصف عام 2011 نظم حافلات لنقل أنصار التوحيد من وسط جاوة إلى جاكرتا من أجل محاكمة مؤسس الجماعة أبو بكر باعشير. محمد صالح إبراهيم «دعم داعش وأقسم بالولاء للتنظيم في 2014». وقد شارك في جمع الأموال لجماعة أنصار التوحيد وعمل كقائد لمكتبهم في سوراكارتا منذ عام 2014. وكان مسؤولاً سابقًا عن التخطيط والاستراتيجية.

### عقوبات أمريكا والأمم المتحدة
يخضع محمد صالح إبراهيم لعقوبات من قبل كل من وزارة الخزانة الأمريكية ومجلس الأمن التابع للأمم المتحدة. أدرجته الأمم المتحدة في 20 أبريل 2016 عملاً بالفقرتين 3 و 5 من القرار 2253 (2015) على أنه مرتبط بداعش أو القاعدة «للمشاركة في تمويل أو تخطيط أو تسهيل أو الإعداد أو ارتكاب أعمال أو أنشطة عن طريق أو بالاشتراك مع أو باسم أو نيابة عن أو لدعم» و«التجنيد لصالح» الدولة الإسلامية في العراق والشام.